# Kościół San Stae
Kościół San Stae (nazwa w języku weneckim; wł. Chiesa di Sant’Eustachio, pl. Kościół św. Eustachego) – rzymskokatolicki kościół w Wenecji, w dzielnicy (sestiere) Santa Croce.
Dawniej parafialny, od 1966 roku jest niezależnym kościołem rektorskim w Patriarchacie Wenecji. Wykorzystywany jest również jako miejsce imprez kulturalnych (wystawy i koncerty). 

## Historia
Według kronik kościół w tym miejscu został zbudowany w 966 roku z inicjatywy trzech rodzin szlacheckich, Tron, Zusto i Adoaldo, choć Andrea Dandolo, opisując w swojej kronice wielki pożar z 1105 roku, który zniszczył kilka budowli znajdujących się na tym obszarze, nie wspominał o nim. Pierwszy dokument, wskazujący na istnienie kościoła w tym miejscu pochodzi z roku 1127; był to prawdopodobnie kościół parafialny Sant’Eustachio e Compagni martiri (św. Eustachego i Towarzyszy Męczenników), należący do katedry św. Piotra Apostoła. Dokument z 1331 roku mówi o istnieniu kolegiaty. Z biegiem czasu przyjęła się nazwa kościoła w języku weneckim – San Stae. Pierwotny kościół, przebudowany w XII wieku po pożarze, zwrócony był bokiem w stronę Canal Grande. Został on rozebrany w 1678 roku. Obecny kościół został zbudowany przez Giovanniego Grassiego, który przeorientował go, zwracając jego fasadę w stronę Canal Grande. Fasadę zbudował Domenico Rossi, którego projekt został wybrany spośród 12 projektów złożonych w konkursie. Realizacja projektu została sfinansowana testamentem doży Alvise II Moceniga. 
W latach 1807–1810 dekretem napoleońskiego Królestwa Włoch dokonano kasaty kościołów i zmian w podziale terytorialnym weneckich parafii. Kościół San Stae został zdegradowany do funkcji kościoła rektorskiego, podporządkowanego kościołowi parafialnemu San Cassiano. W 1934 roku konferencja w San Vicenzo przyznała mu prawo do odprawiania jednej uroczystej mszy dla biedoty miejskiej. Dekretem Patriarchy Wenecji z 13 kwietnia 1953 roku San Stae odzyskał kościoła parafialnego, który jednak utracił w październiku 1965 roku. Od czerwca 1966 roku jest niezależnym kościołem rektorskim. W latach 1977–1979 szwajcarska fundacja Pro-Venezia dokonała drobiazgowej restauracji kościoła chcąc w ten sposób uczcić Domenica Rossiego, pochodzącego z regionu Ticino. 

## Architektura

### Fasada
Okazała, biała fasada kościoła zwrócona jest w stronę Canal Grande. Materiałem użytym do jej zbudowania był wapień z Istrii. Jednokondygnacyjną, masywną konstrukcję tworzą cztery kolumny w porządku kompozytowym, wsparte na wysokich cokołach i podtrzymujące duży, trójkątny tympanon z misternie rzeźbioną rozetą. Na tympanonie umieszczone są trzy posągi, dłuta Antonia Corradiniego, posadowione na rzeźbionych bazach: Zbawiciela (w centrum), flankowanego przez Wiarę i Nadzieję. Pośrodku fasady, w przyziemiu umieszczono portal, flankowany kolumnami w porządku korynckim i pilastrami i zwieńczony tympanonem, który zdobi grupa rzeźb, będąca najbardziej barokowym elementem całego kompleksu; belkowanie ponad portalem biegnie przez całą szerokość fasady, a pary kolumn po obu stronach wyznaczają część centralną oraz dwa mniejsze skrzydła, odpowiadające wewnętrznej długości kaplic bocznych. Pomiędzy kolumnami znajdują się nisze z posągami, a ponad nimi dwie kwadratowe płaskorzeźby: Lew skłaniający głowę przed św. Eustachym  oraz Cesarz Hadrian wrzucający Eustachego i jego krewnych do rozżarzonego byka z brązu. Zastosowany przez Rossiego schemat wydaje się być przejściem od architektury baroku w stylu Giuseppe Sardiego do rozwiązań neopalladiańskich.

### Kampanila
Mierząca 34 m wysokości, pozbawiona dzwonów kampanila została przebudowana pod koniec XVII wieku. Wejście do niej zbudowano około roku 1702.

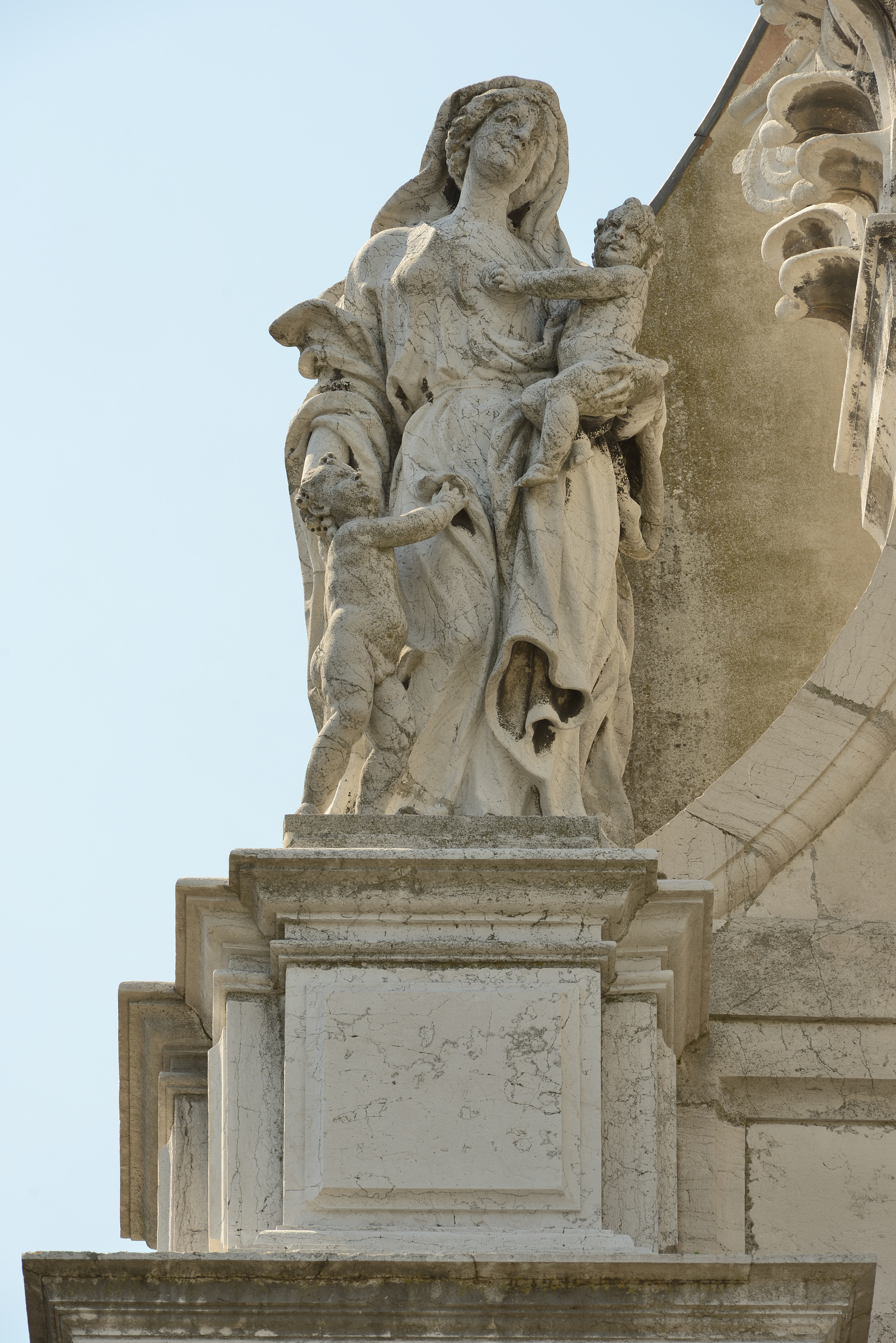
Madonna z Dzieciątkiem
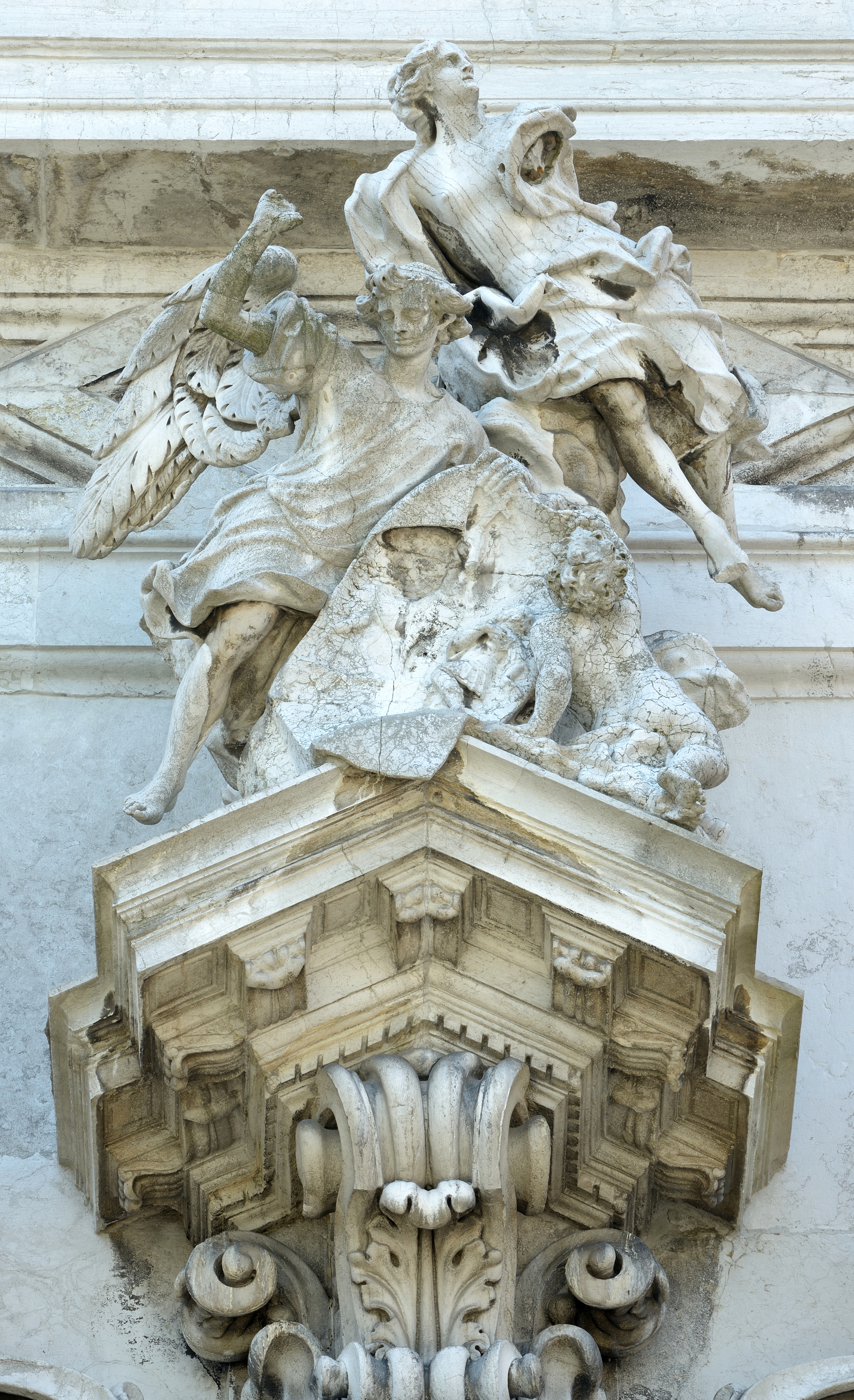
Giuseppe Torretto, Aniołowie (rzeźba nad portalem)
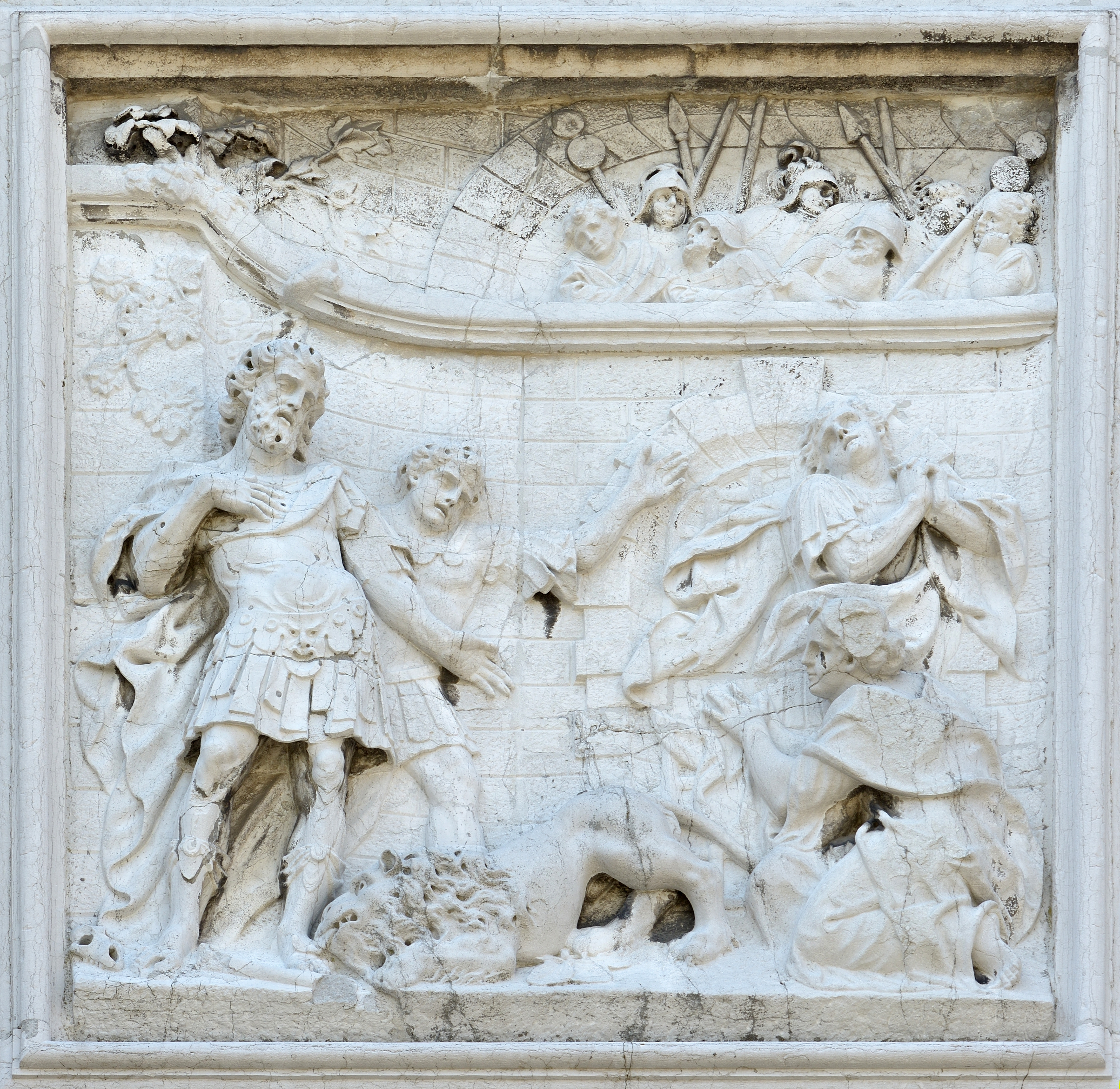
Giuseppe Torretto, Lew skłaniający głowę przed św. Eustachym
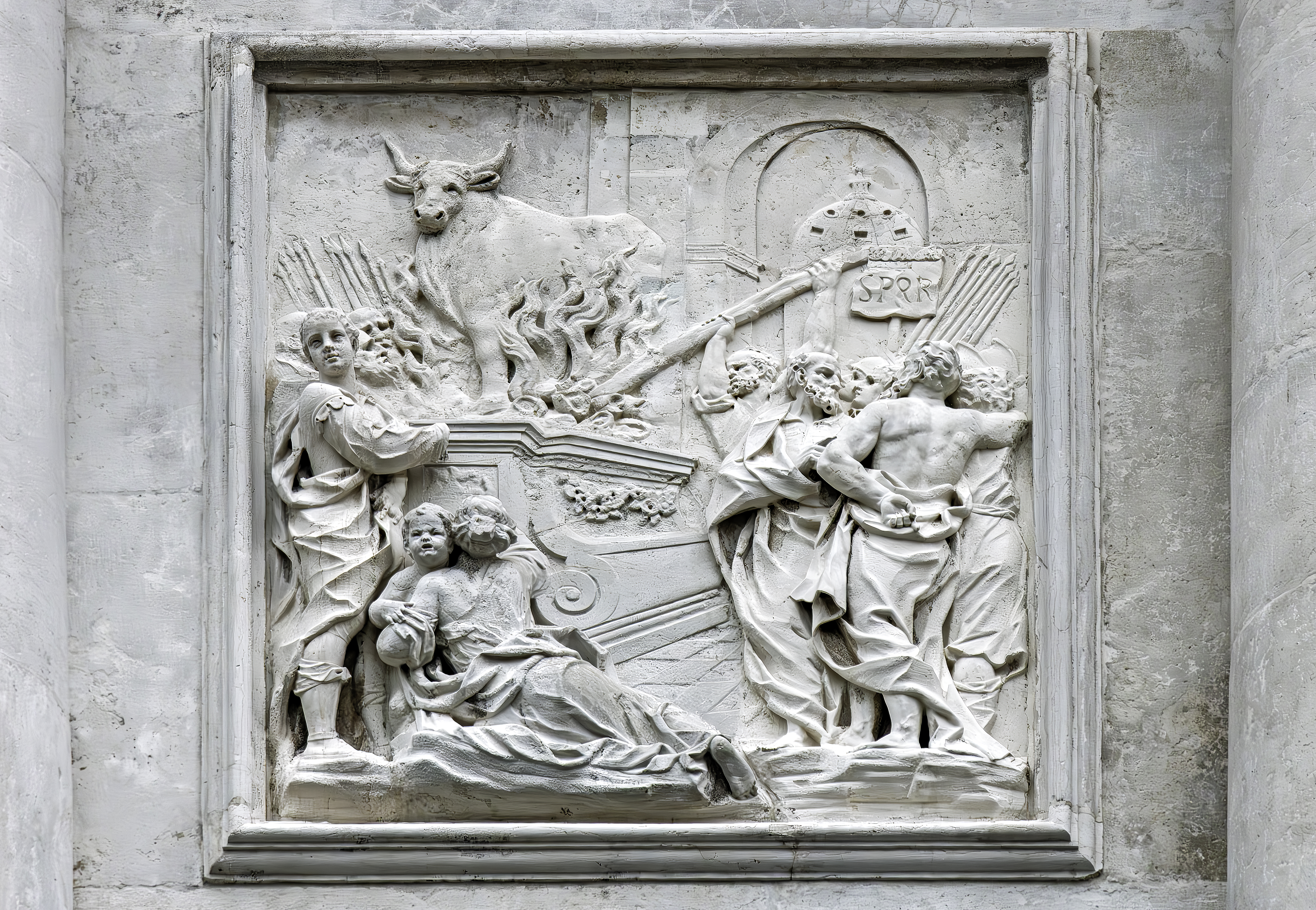
Cesarz Hadrian wrzucający Eustachego i jego krewnych do rozżarzonego byka z brązu
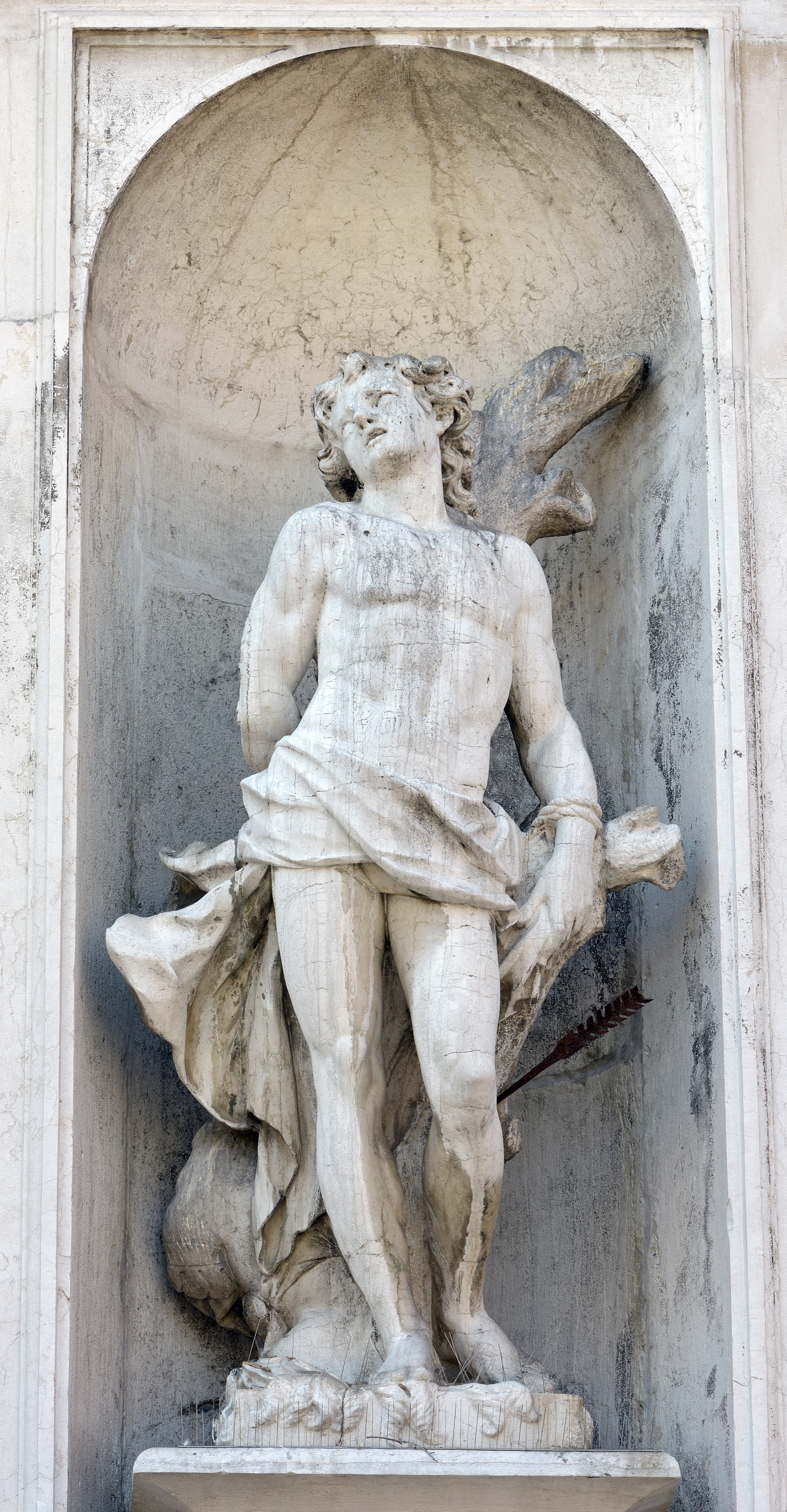
Święty Sebastian

## Wnętrze

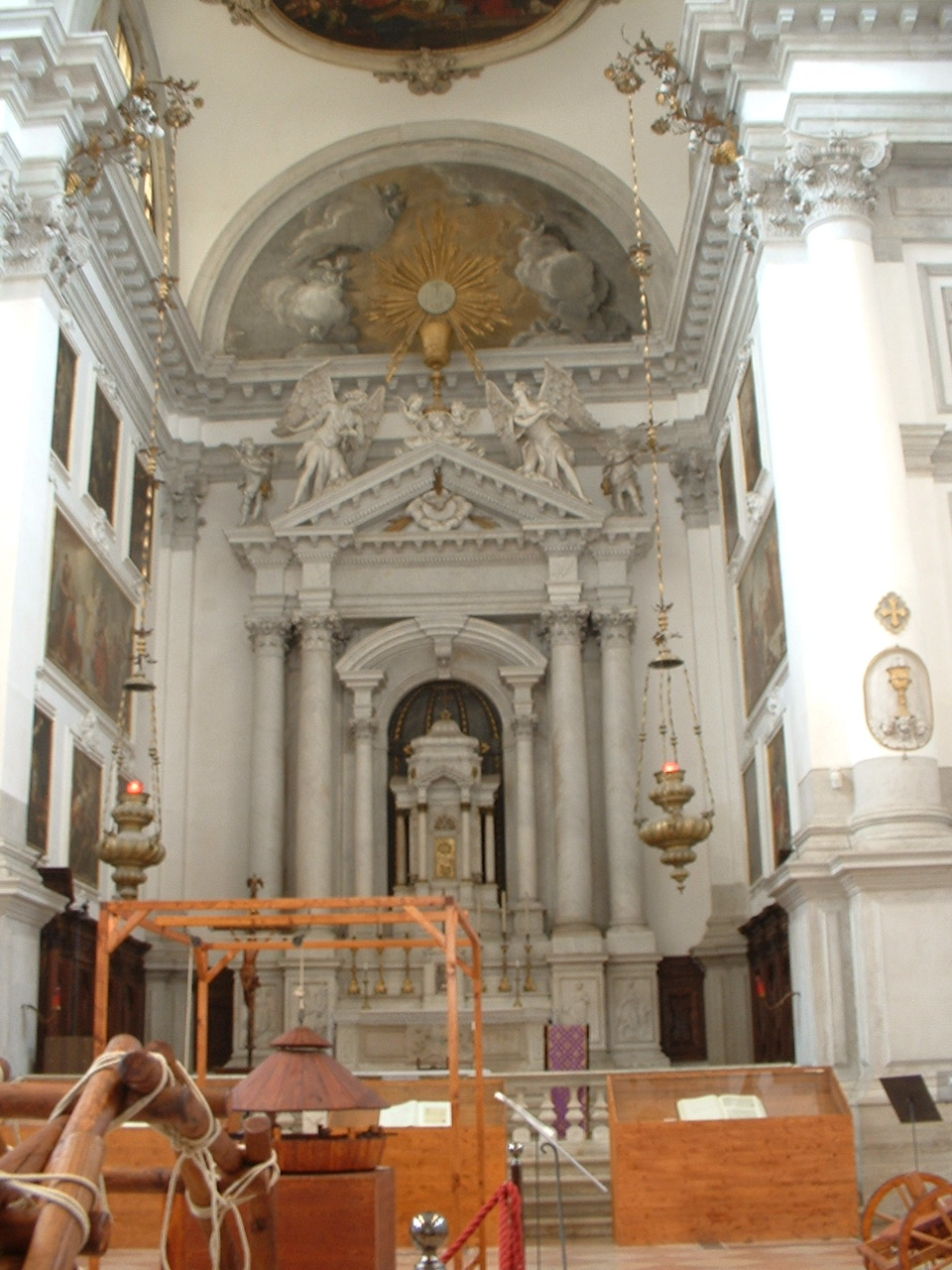
Ołtarz główny

Wnętrze kościoła jest stonowane i świetliste dzięki półokrągłym oknom, inspirowanym tymi z kościoła Il Redentore. Tworzy je jedna nawa flankowana trzema bocznymi kaplicami. Wnętrze, podobnie jak fasadę, wypełniają liczne rzeźby, w tym duża liczba figur aniołów. Pośrodku posadzki znajduje się grobowiec doży Alvise II Moceniga, fundatora fasady Rossiego. Na grobowcu umieszczony został łaciński napis: „Sława i próżność są tu pochowane razem z ciałem”. Pierwsza kaplica po lewej stronie jest dedykowana rodzinie Foscarini. Znajdujące się w kościele obrazy stanowią przegląd dorobku XVIII-wiecznych malarzy weneckich. 
Najbardziej znaczące z nich znajdują się w prezbiterium:
- Męczeństwo św. Tomasza Apostoła (Giovanni Battista Pittoni)
- Męczeństwo św Bartłomieja (Giovanni Battista Tiepolo)
- Męczeństwo św. Jakuba (Giovanni Battista Piazzetta)
- Cnoty i dwaj konfratrzy ze Scuola del Santissimo (Bartolomeo Letterini; obraz na stropie)
- Ofiara Melchizedecha oraz Spadek manny (Giuseppe Angeli)
- Święty Piotr uwolniony z łańcuchów (Sebastiano Ricci)[4]

W ołtarzach kolejnych kaplic po prawej stronie znajdują się obrazy:
- Madonna i Święci Wawrzyniec Giustiniani, Antoni Padewski i Franciszek z Asyżu (Nicolò Bambini),
- Święty Eustachy adorujący krzyż, który ukazał mu się pomiędzy rogami jelenia (Giuseppe Camerata)
- Święty Oswald w chwale (Antonio Balestra)[3]

W ołtarzach kolejnych kaplic po lewej stronie znajdują się:
- marmurowy krucyfiks (Giuseppe Torretti)
- obraz Wniebowzięta (Francesco Migliori)
- obraz Święci Katarzyna i Andrzej (Jacopo Amigoni)[3]

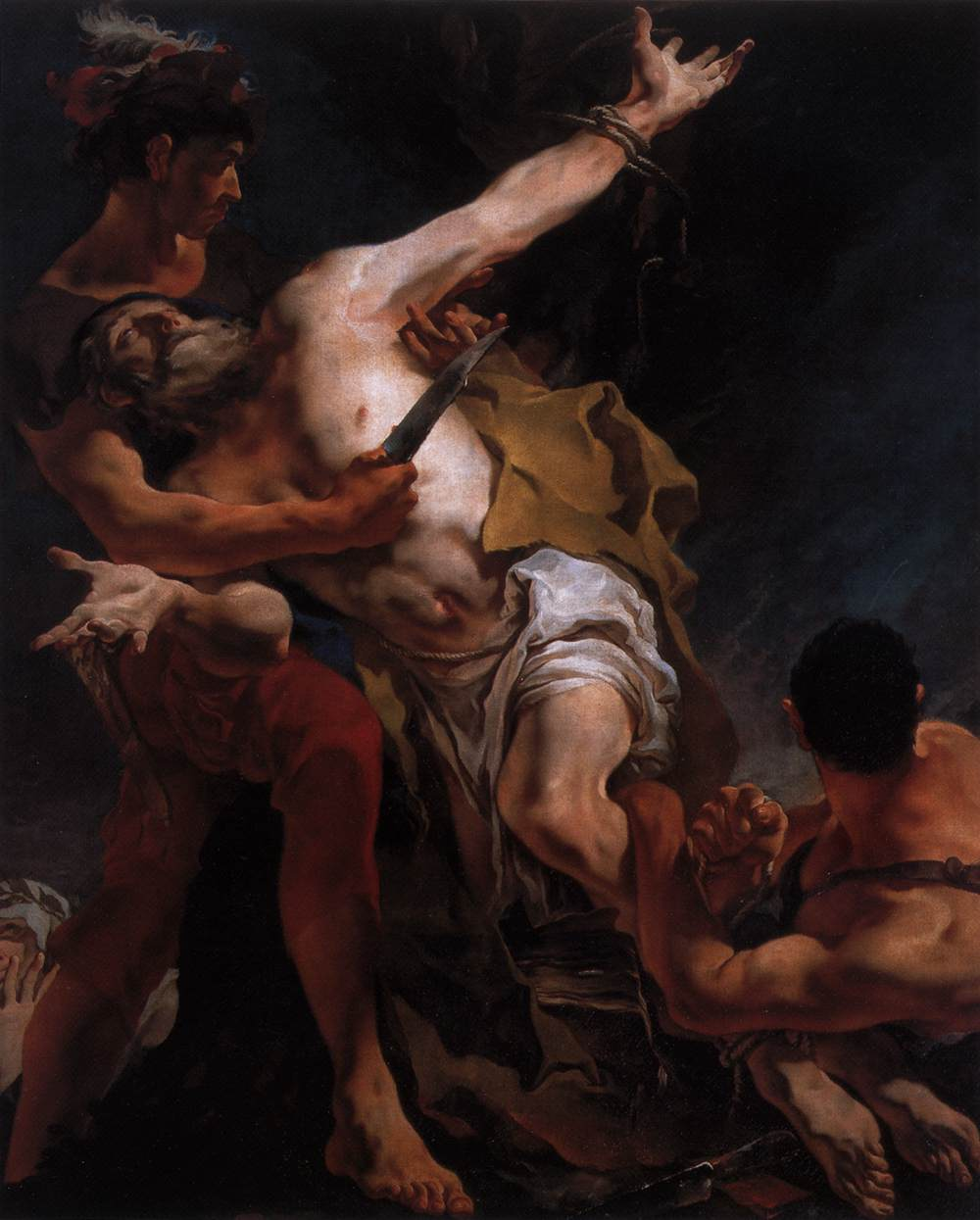
Giovanni Battista Tiepolo, Męczeństwo św Bartłomieja, 1722
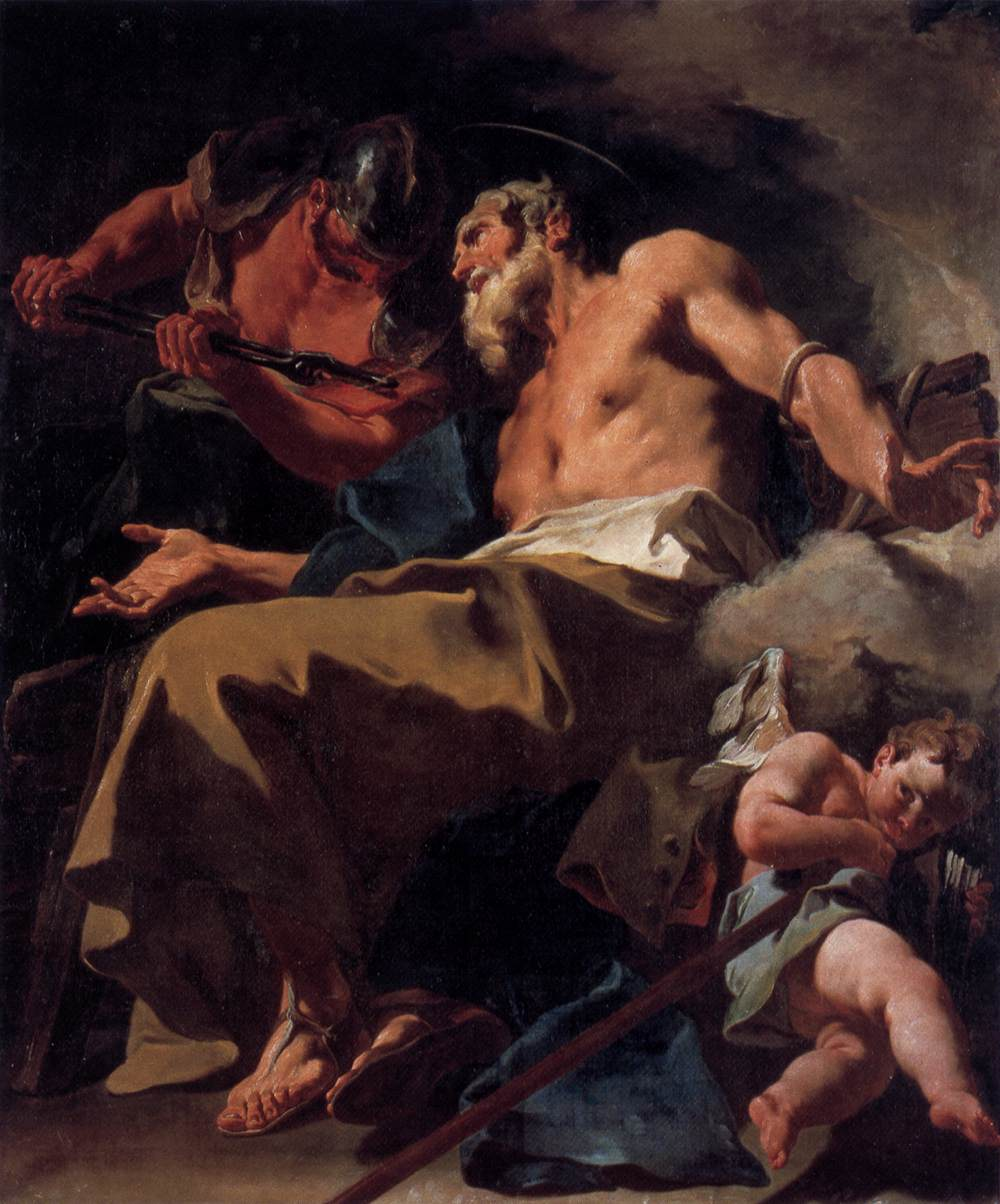
Giovanni Battista Pittoni, Męczeństwo św. Tomasza Apostoła, 1722–23
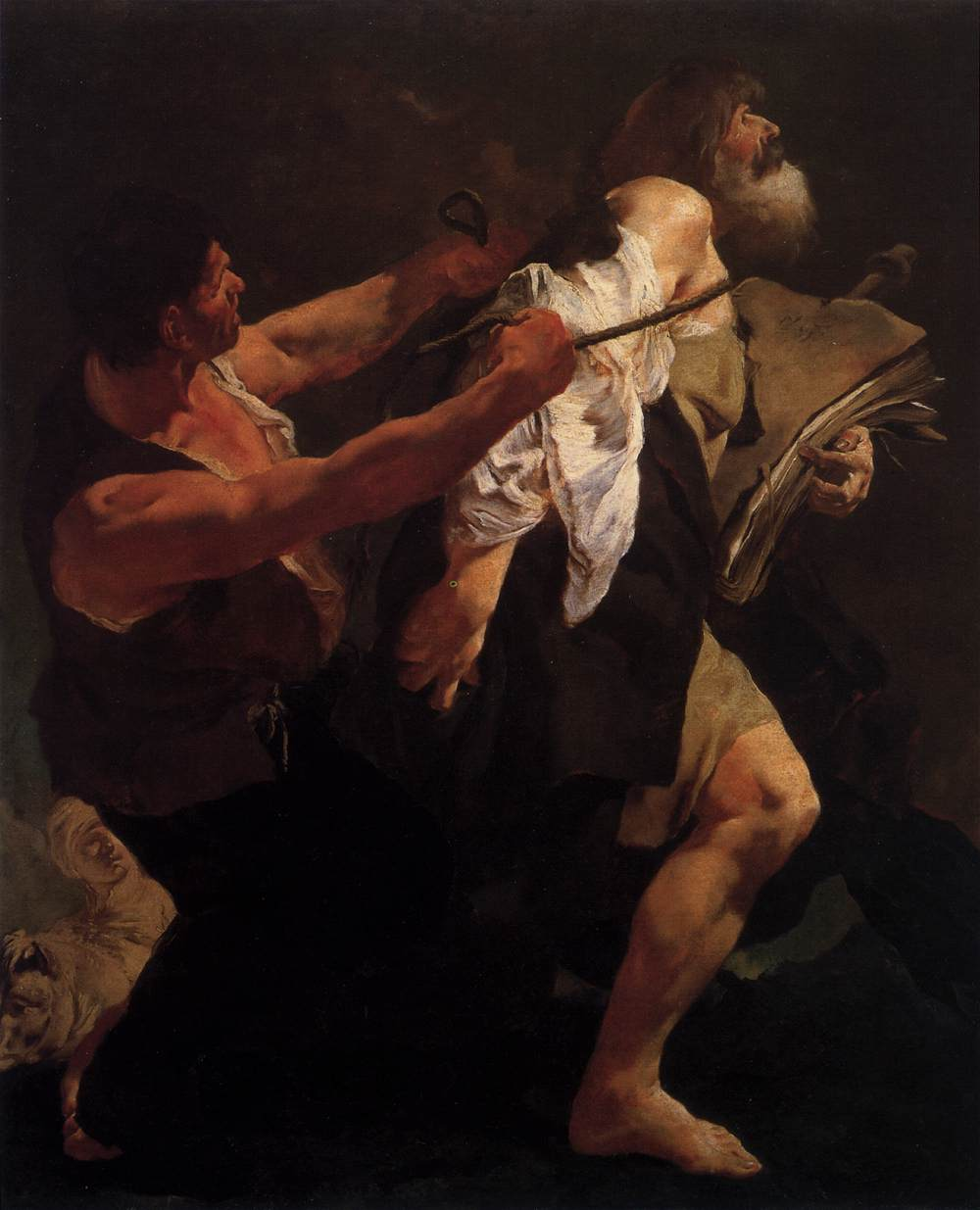
Giovanni Battista Piazzetta, Męczeństwo św. Jakuba, 1717
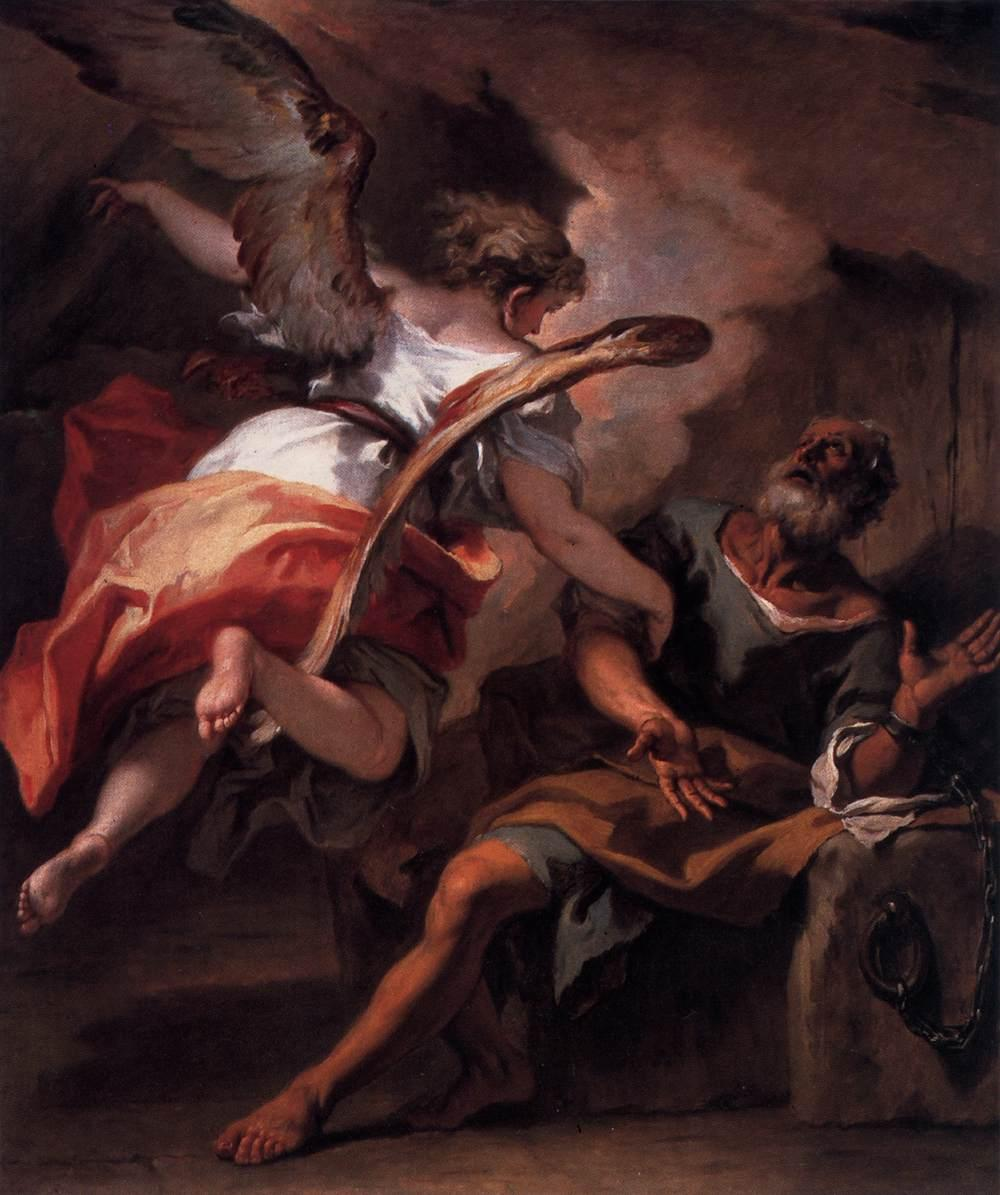
Sebastiano Ricci, Święty Piotr uwolniony z łańcuchów, 1717–24

### Organy
Organy, zbudowane przez Callida w 1772 roku mają jeden manuał, składający się z 15 głosów. Szafę organową zdobią trzy posągi aniołów muzykujących (altówka, cynki i skrzypce); na balustradzie umieszczono kolejne figury aniołów muzykujących (cynki, skrzypce, lutnia i wiolonczela).